# Un talent en or massif
Pour plus de détails, voir Fiche technique et Distribution.
Un talent en or massif (The Unbearable Weight of Massive Talent) est un film américain co-écrit et réalisé par Tom Gormican, sorti en 2022.
Le film commence alors que l'acteur Nicolas Cage est surendetté et sa vie personnelle est particulièrement compliquée,  notamment avec sa fille de 16 ans, Addy. Rêvant d'un come back dans un grand rôle au cinéma, il ne joue aujourd'hui que dans des films sans envergure. Pour rembourser une partie de ses dettes, il accepte de se rendre à l'anniversaire d'un milliardaire à Majorque, Javi Gutierrez, qui semble être l'un de ses plus grands fans. Peu après son arrivée, il est recruté par la CIA pour enquêter sur les activités criminelles de celui-ci.

## Synopsis
L'acteur hollywoodien Nicolas "Nick" Cage a des difficultés dans sa carrière après avoir été écarté de plusieurs rôles majeurs au cinéma et est constamment harcelé et tourmenté par "Nicky", qui lui apparaît comme son moi plus jeune (et plus prospère). Sa relation avec son ex-femme Olivia et sa fille Addy est également entachée par des années de négligence émotionnelle. Perdant un rôle clé au cinéma et à la suite d'un événement embarrassant lors de la fête d'anniversaire d'Addy, Nick envisage de se retirer du métier d'acteur. Il décide d'accepter une vague offre d'un million de dollars de son agent Richard Fink qui consiste à se rendre à Majorque pour rencontrer le playboy milliardaire Javi Gutierrez et être l'invité d'honneur de son anniversaire.
Après avoir rencontré Javi, Nick est d'abord agacé par son besoin et son insistance pour qu'ils créent un film d'improvisation basé sur un scénario qu'il a écrit, mais il est bientôt inspiré par la détermination de Javi, et les deux se lient rapidement sur leur amour étonnamment partagé pour des films tels que Le Cabinet du Dr Caligari et Paddington 2 (ce dernier que Nick regarde pour la première fois avec Javi). Peu de temps après, Nick est confronté aux agents de la CIA Vivian et Martin. Ils soupçonnent Javi, qui, selon eux, a fait fortune grâce au commerce d'armes, d'être à l'origine de l'enlèvement de Maria, la fille d'un homme politique catalan anti-criminalité, dans l'espoir qu'il se retirera des prochaines élections. Nick insiste sur le fait que ses instincts d'acteur l'auraient détecté si Javi était un criminel, mais il décide finalement d'aider la CIA dans cette mission.
Après avoir installé avec succès les caméras dans l'enceinte de Javi, Nick assiste à une fête où il annonce sa collaboration avec Javi sur un nouveau film, comme excuse pour rester dans l'enceinte assez longtemps pour retrouver Maria. Après une mésaventure impliquant le LSD, Nick et Javi décident que leur film devrait parler de leur relation. Nick découvre plus tard que Javi possède une salle de sanctuaire dédiée à tous ses films, y compris une figure de cire de son personnage Castor Troy du film Face/Off, avec des pistolets dorés identiques. Vivian suggère que Nick inclut un enlèvement dans leur scénario, pour connaître la réaction de Javi.
Nick explique sa nouvelle idée à Javi, qui pense que Nick est distrait par ses problèmes familiaux. Vivian dit à Nick de fuir, ou éventuellement de tuer Javi, car Javi a découvert leur complot. Mais Javi révèle qu'il a amené la famille de Nick dans sa villa. Nick essaie de se faire pardonner avec eux, mais ils rejettent son appel et l'accusent d'avoir donné la priorité à sa carrière cinématographique plutôt qu'à sa famille. Javi va en privé rencontrer son cousin Lucas, qui se révèle être le véritable marchand d'armes et celui qui a kidnappé Maria. Lucas l'avertit que Nick travaille avec la CIA et fait pression sur lui pour qu'il tue Nick, sinon Lucas tuera Javi.
Nick et Javi s'affrontent, mais aucun ne peut se résoudre à tuer l'autre. Lucas envoie ses hommes après eux deux, et ils retournent en courant à la maison pour découvrir qu'Addy a été kidnappé. Nick emmène Javi, Olivia et Gabriela, l'assistante de Javi, dans la planque de la CIA, seulement pour que la maison ait été compromise ; Martin a été tué, tandis que Vivian se sacrifie pour tuer les hommes de Lucas avant qu'ils ne puissent tendre une embuscade au groupe. Avec l'aide de Javi, Nick et Olivia se font passer pour un couple criminel reclus pour se rapprocher de Lucas. Il comprend leur plan, mais ils parviennent quand même à s'échapper avec Addy et Maria.
Nick, Addy, Olivia et Maria se précipitent vers l'ambassade américaine tandis que Javi et Gabriela restent sur place pour retarder la poursuite de Lucas. À son arrivée, Lucas tient Nick sous la menace d'une arme, mais Addy lui lance un couteau que Nick utilise pour le tuer, faisant ainsi la transition vers le film que Nick et Javi ont terminé, vraisemblablement basé sur leur aventure. Nick est applaudi pour son nouveau film et félicite Javi avant de rentrer chez lui avec sa famille pour regarder Paddington 2, désormais avec une meilleure relation.

## Fiche technique
Sauf indication contraire, les informations mentionnées dans cette section peuvent être confirmées par la base de données cinématographiques IMDb,  présente dans la section « Liens externes ».
- Titre original : The Unbearable Weight of Massive Talent
- Titre français et québécois  : Un talent en or massif
- Réalisation : Tom Gormican
- Scénario : Kevin Etten et Tom Gormican
- Musique : Mark Isham
- Direction artistique : Zsuzsa Kismarty-Lechner, Kristof Pataricza	et János Szárnyas
- Décors : Kevin Kavanaugh
- Production : Kristin Burr, Nicolas Cage, Michael Nilon et Kevin Turen
- Production déléguée : Samson Mucke
- Sociétés de production :  Lionsgate et Saturn Films
- Société de distribution : Lionsgate (États-Unis), Metropolitan FilmExport (France)
- Pays de production :  États-Unis
- Langue originale : anglais
- Format : couleur
- Genre : comédie dramatique, action, métafiction
- Durée : 107 minutes
- Dates de sortie[1] : 
  - États-Unis : 12 mars 2022 (avant-première mondiale au festival South by Southwest) ; 22 avril 2022 (sortie nationale)
  - France : 20 avril 2022

## Distribution
- Nicolas Cage (VF : Dominique Collignon-Maurin) : Nick Cage ou Nicky ou Nicolas Cage, lui-même. Il est crédité aussi sous Nicolas Kim Coppola, son vrai nom.
- Pedro Pascal (VF : Dominique Guillo) : Javi Gutierrez
- Tiffany Haddish (VF : Aurélie Konaté) : Vivian
- Sharon Horgan (VF : Rafaèle Moutier) : Olivia
- Paco León (VF : Benjamin Penamaria) : Lucas Gutierrez
- Neil Patrick Harris (VF : Vincent Ropion) : Richard Fink
- Lily Mo Sheen (VF : Adeline Chetail) : Addy Cage
- Alessandra Mastronardi (VF : Chloé Berthier) : Gabriella
- Jacob Scipio : Carlos
- Demi Moore (VF : Marie Vincent) : l'actrice incarnant Olivia
- David Gordon Green (VF : Lionel Tua) : le réalisateur
- Ike Barinholtz (VF : David Krüger) : Martin
- Joanna Bobin (VF : Marie-Laure Dougnac) : Cheryl

## Production

### Genèse et développement
En novembre 2019, il est annoncé que Lionsgate a acquis les droits d'un scénario écrit par Tom Gormican et Kevin Etten. Tom Gormican est annoncé comme réalisateur. Nicolas Cage participe à la production via sa société Saturn Films.
Il est ensuite révélé que Nicolas Cage va incarner une version fictive de lui-même dans le film. En août 2020, il est annoncé que Pedro Pascal est en négociation pour le rôle de Javi, un grand fan de Nicolas Cage. En septembre, Sharon Horgan et Tiffany Haddish rejoignent elles aussi la distribution,. En octobre, Lily Sheen est engagée. En novembre, il est annoncé que c'est au tour de Neil Patrick Harris de rejoindre le casting.

### Tournage
Le tournage a lieu en Croatie, notamment à Dubrovnik, le 5 octobre 2020. Il a également lieu en Hongrie.

## Accueil

### Critique
Le film reçoit des critiques plutôt positives. Sur l'agrégateur américain Rotten Tomatoes, il récolte 88% d'opinions favorables pour 196 critiques et une note moyenne de 7,3⁄10. Le consensus suivant résume les critiques compilées par le site : « Intelligent, drôle et follement créatif, Un talent en or massif présente Nicolas Cage sous une forme gonzo à son apogée — et il est égalé par la performance époustouflante de Pedro Pascal. » Sur Metacritic, il obtient une note moyenne de 67⁄100 pour 48 critiques.
En France, le film obtient une note moyenne de 3,1⁄5 sur le site Allociné, qui recense 20 titres de presse.
La presse française semble assez enthousiaste. Pour 20 Minutes, le film prouve que Nicolas Cage « ne manque ni d'humour ni d'énergie » ; et d'ajouter : « Cet hommage revigorant au cinéma d'action est vraiment rigolo car dépourvu de méchanceté. » L'Obs fait un rapprochement avec les films Grosse Fatigue (1994) et Dans la peau de John Malkovich (1999), « mais sur le mode percuté grave ». Pour Le Parisien, le film est « drôle et enlevé, plein de dialogues croustillants ». Il permet à Nicolas Cage « de livrer une interprétation ahurissante et sur le fil qui relève de la mise en abîme, tant le scénario multiplie les clins d'œil à ses rôles passés et joue avec son image publique ».
Le Figaro est plus mitigé dans sa critique, évoquant un film « prenant un malin plaisir à se moquer de son interprète principal », une « comédie parodique [qui] donne envie de revoir les meilleurs films de la star » mais regrettant « que l'autodérision s'arrête là où le film aurait pu prendre un peu d'épaisseur ». Plus sévère, Le Monde juge l'« intrigue particulièrement paresseuse, mise en scène sans idée ni talent ». La critique des Échos est elle aussi défavorable : « Maso, schizo, mégalo, Nicolas Cage en fait des tonnes dans son propre rôle. Un film réservé au fan-club d'un acteur plus que jamais déchaîné. »

### Box-office
Le jour de sa sortie, le film réalise 8 602 entrées (dont 2 086 en avant-première) pour 379 copies, atteignant la 3e place du box-office des nouveautés, devant Les Sans-dents (4 185) et derrière Le Secret de la Cité perdue (52 944). Au bout d'une semaine, le film réalise 57 763 entrées, se positionnant à la 10e place du box-office France.
| Pays ou région    | Box-office     | Date d'arrêt du box-office | Nombre de semaines |
| ----------------- | -------------- | -------------------------- | ------------------ |
| États-Unis Canada | 20 300 157 $   | 9 juin 2022                | 7                  |
| France            | 79 272 entrées | 24 mai 2022                | 5                  |
| Total mondial     | 29 116 320 $   | -                          | -                  |